# My Super Psycho Sweet 16: Part 2
My Super Psycho Sweet 16: Part 2 (Psicosis en mis Super Dulces 16: Segunda parte en España e Hispanoamérica) es la secuela de la película estadounidense de terror slasher para adolescentes de 2009, My Super Psycho Sweet 16, basado en el popular programa de MTV, My Super Sweet 16. Dirigida por Jacob Gentry , la película sigue a Skye Rotter (Lauren McKnight), en su viaje por desaparecer de la vida de sus amigos tratando de dejar atrás la horrible masacre de Roller-Dome. La policía la está buscando ya que ella es la única que sabe realmente lo que pasó con Madison Penrose (Julianna Guill). Ahora ella está empezando una nueva vida cuando se va a vivir con su madre y el nuevo marido de su madre y su hija Alex (Kirsten Prout), sin saber que el asesino, que es el padre de Skye, ha vuelto a causar estragos en su nueva vida.

## Argumento
La secuela comienza donde el original acabó. Skye Rotter tiene una pesadilla que siguiendo el memorial de los jóvenes asesinados en el Roller-Dome (Madison, Olivia, Chloe, Lily y Kevin), Brigg Jenner y Derek McNamera tienen una riña con su padre, Charlie Rotter. En el sueño, Rotter apuñala a Derek repetidamente en el cuello y a Brigg, viendo Skye mientras trata de escapar por una puerta trasera, pero es apuñalado en la espalda. Después de despertar, Skye lleva el auto de Madison a un concesionario. Ella intercambia el auto y hace un trato con un traficante para que no vaya a llamar a la policía. Ella se marcha y trata de iniciar una nueva vida en una pequeña ciudad a cientos de kilómetros de su ciudad natal.
La policía está buscando ahora a Skye ya que ella es la única que sabe realmente lo que sucedió en la masacre de Roller-Dome. Ella va a buscar a su madre, Carolyn Bell, quien la dejó en una corta edad. Skye se da cuenta de que su madre tiene una nueva vida, un nuevo marido, y otra hija llamada Alex. Al principio Alex parece renuente a aceptar Skye como su hermanastra, pero pronto la situación cambia.

## Reparto
- Lauren McKnight como Skye Rotter.
- Chris Zylka como Brigg Jenner.
- Matt Angel como Derek McNamara.
- Kirsten Prout como Alex Bell.
- Myndy Crist como Carolyn Bell.
- Stella Maeve como Zoe Chandler.
- Alex Van como Charlie Rotter.
- Gina Rodriguez como Courtney Ramirez.
- Jennifer Sun Bell como Molly Abiko.
- Devin Keaton como James "Jams" Feldman.

## Lanzamiento en DVD
La película fue estrenada en vídeo el 2 de noviembre de 2010. El DVD contiene entrevistas con el reparto como la única característica extra.